# Tim Declercq
Tim Declercq (* 21. března 1989) je belgický profesionální silniční cyklista jezdící za UCI WorldTeam Lidl–Trek. Jeho bratr Benjamin byl také profesionálním cyklistou.
Declercq je znám jako výkonný závodník, který je často využíván jako domestik. Svou přezdívku "El Tractor" získal díky časté práci na udržování tempa na špici pelotonu. Anketa mezi profesionálními závodníky v roce 2020, pořádaná serverem cyclingnews.com, odhalila, že ho většina kolegů považuje za nejlepšího domestika světa.

## Hlavní výsledky
2007
Münsterland Giro
vítěz 1. etapy
2011
Národní šampionát
 vítěz silničního závodu do 23 let
Ronde van Namen
vítěz etap 2 a 5
2012
vítěz Internationale Wielertrofee Jong Maar Moedig
6. místo Coppa Bernocchi
10. místo Ronde van Zeeland Seaports
2013
vítěz Internationale Wielertrofee Jong Maar Moedig
Le Triptyque des Monts et Châteaux
4. místo celkově
7. místo Tour du Finistère
9. místo Schaal Sels-Merksem
2016
7. místo Dwars door het Hageland
7. místo Schaal Sels-Merksem
8. místo Le Samyn
2017
3. místo Gullegem Koerse
2019
Volta ao Algarve
 vítěz vrchařské soutěže
7. místo Le Samyn
2020
2. místo Driedaagse Brugge–De Panne
5. místo Omloop Het Nieuwsblad
9. místo Le Samyn
2022
Saudi Tour
4. místo celkově

### Výsledky na Grand Tours
| Grand Tour      | 2017 | 2018 | 2019 | 2020 | 2021 | 2022 | 2023 | 2024 |
| --------------- | ---- | ---- | ---- | ---- | ---- | ---- | ---- | ---- |
| Giro d'Italia   | —    | —    | —    | —    | —    | —    | —    | —    |
| Tour de France  | —    | DNF  | —    | 127  | 141  | —    | 118  | DNF  |
| Vuelta a España | 129  | —    | 78   | —    | —    | —    | —    |      |

| —   | Nezúčastnil se |
| DNF | Nedokončil     |